# Чимирнар
Чимирнар — гірський перевал у Покутсько-Буковинських Карпатах (Українські Карпати). Розташований у Вижницькому районі Чернівецької області, на південний схід від села Долішній Шепіт, між верхів'ями річок Зубринець (права притока Серету) і Чимирнулуй (річка басейну Сучави).
Висота перевалу — 1000,3 м над р. м. Схили порівняно стрімкі, заліснені. На південний захід від перевалу розташований хребет Чимирна, на північний схід — хребет Томнатик.
Неподалік від перевалу (на південь) проходить українсько-румунський кордон. У цьому районі з українського боку немає жодного населеного пункту. Тому перевал виключно пішохідний та умовно проїзний — ним користуються хіба що туристи, лісники та прикордонники.
На сході від перевалу бере початок річка Чимирнаріулій, ліва притока Фальків.

## Цікаві факти
У 1951—1953 рр. через перевал була прокладена вузькоколійна залізниця. Рух через перевал здійснювався на канатно-рейковій тязі: вагони перетягали тросами за принципом противаг — один вагон піднімався по одному схилу, а із протилежного схилу інший опускався. Вниз ішли вагони, завантажені лісом, а вверх — порожні. У 1965 р вузькоколійка була закрита, а до 1970 р. — розібрана.